# 復興推進委員会
復興推進委員会（ふっこうすいしんいいんかい）は、復興庁に置かれた有識者会議である（復興庁設置法15条、16条）。国の行う東日本大震災からの復興事業について調査・審議し、政府に対して提言を行うことを任務とする。

## 沿革
2012年
- 2月10日 復興庁に設置
- 3月19日 初会合
- 4月27日現地調査（福島県）
- 5月15日現地調査（宮城県）
- 5月16日現地調査（岩手県）
- 6月5日第2回会合
- 8月1日第3回会合
- 9月14日第4回会合
- 9月28日平成24年度中間報告
- 10月27日～10月28日現地調査（宮城県）
- 11月9日第5回会合
- 11月13日～11月15日現地調査（福島県）
- 11月27日～11月29日現地調査（岩手県）
- 12月4日～12月6日現地調査（岩手県・宮城県）
- 12月14日第6回会合

2013年
- 2月6日第7回会合、平成24年度審議報告
- 3月6日　新たな委員を任命する。

## 組織
委員会は委員長と14人以内の委員で構成される。委員長および委員は、関係地方公共団体の長および優れた識見を有する者のうちから、内閣総理大臣が任命する（設置法16条）。
2023年4月現在の委員長および委員は下記の通り。
委員長
- 今村文彦 - 東北大学災害科学国際研究所教授

委員
- 白波瀬佐和子 - 国連事務次長補兼国連大学上級副学長（委員長代理）
- 浅野雅己 - 浅野撚糸株式会社代表取締役社長
- 荒川静香 - プロフィギュアスケーター
- 内堀雅雄 - 福島県知事
- 奥野雅子 - 岩手大学人文社会科学部教授
- 奥山修司 - 福島大学経済経営学類教授
- 小林味愛 - 株式会社陽と人（ひとびと）代表取締役
- 関奈央子 - ななくさ農園・ななくさナノブルワリー
- 達増拓也 - 岩手県知事
- 戸塚絵梨子 - 株式会社パソナ東北創生代表取締役社長
- 藤沢烈 - 一般社団法人RCF代表理事
- 村井嘉浩 - 宮城県知事
- 山﨑登 - 国士舘大学防災・救急救助総合研究所教授
- 山名元 - 原子力損害賠償・廃炉等支援機構理事長